# Sturefors (naturreservat)
Sturefors är ett naturreservat i Linköpings kommun i Östergötlands län.
Området är naturskyddat sedan 1983 och är 137 hektar stort. Reservatet ligger vid västra stranden av Ärlången norr om Sturefors slott. Reservatet består av öppna betesmarker, ekhagar och ädellövskog. Många av de grövsta ekarna är 300-400 år gamla. De hyser ihåligheter med mulm och en därtill specialiserad fauna av bland annat skalbaggar och klokrypare. Dessutom växer många specialiserade lavar på träden.